# 全日本ポケットバイク選手権
全日本ポケットバイク選手権（ぜんにほんポケットバイクせんしゅけん）は、かつて日本で行われていたポケットバイク（ポケバイ）によるレース。日本では当時「最も歴史と権威のあるポケバイレース」とされた。
末期にはロードレース世界選手権（MotoGP）等で活躍した中野真矢の名前を冠した「中野真矢杯」として開催されていた。

## 概要
1985年第1回全日本ポケットバイク選手権が日本ポケットバイク協会(JPA)と株式会社日本ライフ社の共催により、筑波サーキット本コースにおいて開催された。当時の出場者には後にMotoGPライダーとして世界で活躍することとなった青木宣篤、青木拓磨、青木治親の青木三兄弟をはじめ、宇川徹、加藤大治郎、松戸直樹等の選手が参加していた。以来この大会がキッズモータースポーツの登竜門となり、MotoGPライダーでは青山周平、青山博一、小山知良、高橋裕紀、中野真矢、中上貴晶、富沢祥也ら、スーパーバイクの中冨伸一ら、毎年のように有望ライダーを輩出していた。
なお、本レースは2010年を最後に開催されていない。その後2013年に日本ライフ社が倒産し、JPAも既に消滅しており、レース再開の可能性も事実上消滅している。